# Hong Xiaoyong
Hong Xiaoyong, né en mars 1961 dans la province du Jiangsu, est depuis  mars 2018 l'ambassadeur de Chine à Singapour. 